# Isla Waiheke

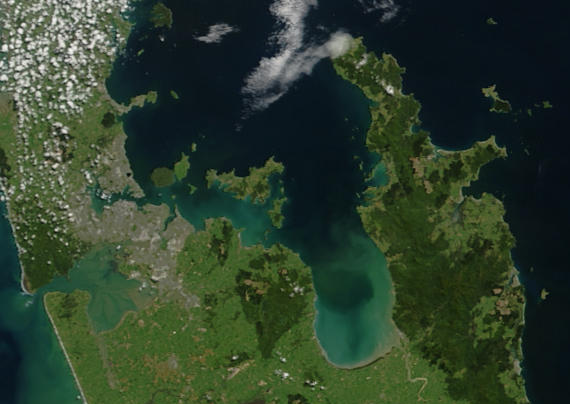
Imagen del golfo de Hauraki. Waiheke es la isla grande cercana al centro de la imagen.

La isla Waiheke se encuentra ubicada en el golfo de Hauraki, a 35 minutos de viaje por ferry hasta Auckland, en Nueva Zelanda.

## Geografía
La isla mide 19,3 km de largo, de este a oeste, variando su ancho entre 0,64 km hasta 9,65 km. Su superficie total es de 92 km².
Tiene costas por una extensión de 133,5 km, que incluyen 40 km de playas. Dentro del golfo de Hauraki, es la segunda isla más grande, después de la isla Gran Barrera, siendo la más popular y accesible contando con ferris regulares y servicios aéreos. 
El puerto de Matiatia, situado en el extremo oeste de la isla está a 17,7 km de Auckland y el extremo este está a 21,4 km de la península de Coromandel.
La isla Waiheke tiene una gran cantidad de colinas con algunas partes bajas. El punto más alto está en Maunganui a 231 metros.
El clima es en general más cálido que Auckland con menos humedad y lluvias y más horas con luz de día. Tiene una población permanente de 7000 habitantes aproximadamente.